# Дровяная
Дровяна́я — посёлок городского типа в Улётовском районе Забайкальского края России.
Население — 2971 чел. (2021).
Расстояние до ближайшей железнодорожной станции — 4 километра (ст. Голубичная).

## История
Образован в конце XIX века при строительстве железной дороги, с названием Татауровские дачи.
Леса в окрестностях посёлка были выделены в Татауровские лесные дачи. Часть участков принадлежало Императорскому кабинету. Дачами управляло Управление Забайкальской железной дороги. В районе Татауровских дач работал завод по производству шпал.
Статус посёлка городского типа — с 1929 года.

## Население
| 1959  | 1970  | 1979  | 1989    | 2002  | 2009  | 2010  | 2011  |
| ----- | ----- | ----- | ------- | ----- | ----- | ----- | ----- |
| 3367  | ↘1690 | ↗2346 | ↗12 660 | ↘3230 | ↘3214 | ↘2871 | ↗2873 |
| 2012  | 2013  | 2014  | 2015    | 2016  | 2017  | 2018  | 2019  |
| ↗2875 | ↗2892 | ↗2904 | ↗2964   | ↘2928 | ↗2987 | ↘2972 | ↘2944 |
| 2020  | 2021  |       |         |       |       |       |       |
| ↗2967 | ↗2971 |       |         |       |       |       |       |

## Разное
Входит в Перечень населенных пунктов Забайкальского края, подверженных угрозе лесных пожаров.